# Championnat d'Iran de football 1993-1994
Navigation
Saison précédente Saison suivante
La saison 1993-1994 du Championnat d'Iran de football est la douzième édition du championnat national de première division iranienne. Quatorze clubs iraniens prennent part au championnat organisé par la fédération. Les équipes sont regroupées au sein d'une poule unique, où elles rencontrent leurs adversaires deux fois, à domicile et à l'extérieur. À l'issue du championnat, il n'y a pas de relégation et dix clubs de deuxième division sont promus afin de faire passer l'élite de 14 à 24 clubs.
C'est le club du Saipa Karaj, club promu de deuxième division, qui remporte la compétition, en terminant en tête du classement final, avec trois points d'avance sur un duo composé du Persepolis FC et du club de Jonoob Ahvaz. C'est le tout premier titre de champion d'Iran de l'histoire du club, qui réussit même le doublé en battant Jonoob Ahvaz en finale de la Coupe d'Iran.

Le double tenant du titre, le Paas Teheran, ne prend que la 5e place au classement, à 5 points du Saipa.

## Les clubs participants
| - Persepolis FC - Jonoob Ahvaz - Nassaji Mazandaran - Malavan F.C. - Paas Teheran - Bargh Chiraz - Saipa Karaj - Promu de D2 | - Keshavarz FC - Zob Ahan FC - Promu de D2 - Esteghlal Ahvaz - Teraktor Sazi - Sanat Naft - Chooka Talesh - Promu de D2 - Sepahan Ispahan - Promu de D2 |

## Compétition

### Classement
Le classement est établi sur le barème de points classique (victoire à 2 points, match nul à 1, défaite à 0).
| Rang | Équipe             | Pts | J  | G  | N  | P  | Bp | Bc | Diff |
| ---- | ------------------ | --- | -- | -- | -- | -- | -- | -- | ---- |
| 1    | Saipa Karaj P C    | 34  | 26 | 10 | 14 | 2  | 41 | 22 | +19  |
| 2    | Persepolis FC      | 31  | 26 | 10 | 11 | 5  | 40 | 25 | +15  |
| 3    | Jonoob Ahvaz       | 31  | 26 | 13 | 5  | 8  | 33 | 21 | +12  |
| 4    | Zob Ahan FC P      | 29  | 26 | 9  | 11 | 6  | 37 | 29 | +8   |
| 5    | Paas Teheran T     | 29  | 26 | 9  | 11 | 6  | 28 | 24 | +4   |
| 6    | Nassaji Mazandaran | 29  | 26 | 9  | 11 | 6  | 30 | 27 | +3   |
| 7    | Sanat Naft         | 27  | 26 | 9  | 9  | 8  | 26 | 28 | -2   |
| 8    | Teraktor Sazi      | 26  | 26 | 8  | 10 | 8  | 23 | 29 | -6   |
| 9    | Keshavarz FC       | 24  | 26 | 7  | 10 | 9  | 29 | 25 | +4   |
| 10   | Chooka Talesh P    | 23  | 26 | 5  | 13 | 8  | 19 | 23 | -4   |
| 11   | Sepahan Ispahan P  | 22  | 26 | 7  | 8  | 11 | 16 | 26 | -10  |
| 12   | Bargh Chiraz       | 21  | 26 | 5  | 10 | 11 | 27 | 38 | -11  |
| 13   | Malavan F.C.       | 20  | 26 | 5  | 10 | 11 | 16 | 26 | -10  |
| 14   | Esteghlal Ahvaz    | 18  | 26 | 4  | 10 | 12 | 21 | 33 | -12  |

|  | Qualification pour la Coupe des clubs champions 1994-1995 |
|  | Qualification pour la Coupe des Coupes 1994-1995          |
|  | T : Tenant du titre P : Promu de deuxième division        |

## Bilan de la saison
| Championnat d'Iran de football 1993-1994                        | |
| Champion                                                        | Saipa Karaj (1er titre) |
| Coupes et trophées                                              | |
| Vainqueur de la Coupe d'Iran 1993-1994                          | Saipa Karaj |
| Qualifications continentales                                    | |
| Coupe des clubs champions 1994-1995                             | Saipa Karaj |
| Coupe des Coupes 1994-1995                                      | Jonoob Ahvaz |
| Promotions et relégations                                       | |
| Promus en Championnat d'Iran de football                        | Esteghlal Teheran Machine Sazi Shahdari Sari Naft Ghaemshahr Bank Tejarat Payam Gach Khorasan Pars Khodro FC Ararat Teheran Qods Sari Shahin FC |
| Relégués en Championnat d'Iran de football de deuxième division | Aucun |